# Cloniophorus cachani
Cloniophorus cachani es una especie de escarabajo longicornio del género Cloniophorus, tribu Callichromatini, subfamilia Cerambycinae. Fue descrita científicamente por Lepesme en 1957.

## Descripción
Mide 12 milímetros de longitud.

## Distribución
Se distribuye por Costa de Marfil.